# Mordania goa
Mordania goa är en insektsart som beskrevs av Irena Dworakowska 1979. Mordania goa ingår i släktet Mordania och familjen dvärgstritar. Inga underarter finns listade i Catalogue of Life.